# Reason/Never Lose
「Reason/Never Lose」（リーズン／ネバー・ルーズ）は、山下智久の初の両A面シングル。9枚目のシングルとして、2019年2月13日にSME Recordsから発売された。

## 概要
前作「SUMMER NUDE '13」から約5年ぶりのシングル。SME Records移籍後初のシングルで、山下にとって初の両A面シングルである。初回生産限定盤A、初回生産限定盤B、通常盤の3形態で発売。通常盤には初回プレス仕様が存在する。
表題曲は共に、読売テレビ・日本テレビ系テレビアニメ『逆転裁判～その「真実」、異議あり！～Season 2』のオープニングテーマ。
カップリング曲の「Like A Movie」のMVは山下自らが監督・プロデュースした。通常盤の初回仕様特典として、オリジナル動画視聴シリアルコード付チラシが封入され、期間限定で視聴可能だった。後に、DVD&Blu-ray「TOMOHISA YAMASHITA LIVE TOUR 2018 UNLEASHED –FEEL THE LOVE-」通常盤に特典映像として収録された。

## 収録曲

### 初回生産限定盤A
1. Reason
2. Never Lose
3. Reason –Instrumental-
4. Never Lose –Instrumental-

DVD
- 「Reason」Music Video

### 初回生産限定盤B
1. Never Lose
2. Reason
3. Never Lose –Instrumental-
4. Reason –Instrumental-

DVD
- 「Never Lose」Music Video

### 通常盤
1. Reason
2. Never Lose
3. Like A Movie
4. Without You